# 附带形容词
附带形容词（英語：collateral adjective）是与一个名词意义相同，却并非这个名词派生出来的形容词。例如，在英语中，（牛的）是与名词 （牛）等价的形容词形式，但是两者派生自不同的单词，前者来自拉丁语中表示“关于牛的”的 （注：特指成年母牛的附带形容词是 ）。与此相似， 是“与月亮有关的”，而英语中的月亮则是 ；前者来自拉丁语中表示“月亮”的 ，而后者来自古英语中的 。形容词  和名词  也有类似地语义关系，两者分别为“与热有关的”和“热”。从这些例子可以看出，英语中的附带形容词往往自这些名词在拉丁语或希腊语中的形式派生而来。在某些情况下，一个名词和它的形容词都是借词，但是来自不同的语言：例如，名词 （空气，来自法语）和形容词 （航空的、空气的，来自拉丁语）。“附带”一次表示了两词之间的关系。
在英语中，大多数序数词与其基数词十分相似，例如序数词第三  与基数词三 ，第四  和四 ，第十  和十 ，第一百一十七  和 一百一十七 ，等等。但是，第一  和第二  却并不像 它们对应的基数词  和 。这是由于这两个基数词来自于不同的词根： 来自意为“前”的原始印欧语词根， 来自拉丁语 ，意为“紧跟着的”。
序数词是基数词的附带形容词的现象在汉字文化圈的语言（日语、朝鲜语/韩语和越南语）中也很常见。例如，日语在使用量词时，序数词通常使用汉字词。由于与汉语类似的没有基于数的屈折变化，因此日语在使用量词的同时也使用数字来确定事物的数量。数字1,2,3,5,6,8,9,10通常使用训读音，即 ichi, ni, san, go, roku, hachi, kyū 和 jū。但是，4既可以读作训读音 shi，也可以读作其固有词的音读音 yon，这取决于上下文；与之类似，7也可以读作 shichi 或 nana，同样取决于语境。涉及量词时，日语中通常使用数字的训读，例如：3年在日语中是（sannenkan），6时是（rokuji），9条狗是（kyūhiki no inu），7人是（shichinin），四季是（shiki）。但是，有些量词（甚至某些量词中的某些数字）需要使用音读：7分钟在日语中是（nanafun），4个苹果是（yonko no ringo）。数字使用音读的情况包括一个月的天数和通用的量词（tsu，相当于中文中的“个”）。1-10个分别是 hitotsu（1つ），futatsu（2つ），mittsu（3つ），yottsu（4つ），itsutsu（5つ），muttsu（6つ），nanatsu（7つ），yattsu（8つ），kokonotsu（9つ），和 tō（10）。当量词修饰（nin）时，则通常使用训读，例如 sannin（3人）, hachinin（8人）和 jūnin（10人），而 hitori（1人）和 futari（2人）则使用音读。
附带形容词充当定语时与其对应的名词大体上是相似的。例如  和  通常被认为是同义词， 和  也与之类似。但在某些情况下这两个词可能会形成习惯用法，故而不能相互替代。例如  和  都可以表示“夜视”的意思；而 （猫之优雅）不能写作 ，同样 （猫粮）也不能写作 。
与附带形容词相对的是派生形容词。以名词  为例，其派生形容词为  而附带形容词为 ；与此相似，名词  的派生形容词是  而附带形容词是 ；名词  的派生形容词是  和 ，而其附带形容词是  和 。
英语中的 collateral adjective 一词由 Funk & Wagnalls 的词典创造，但其现已绝版，故而这个词已经很少见。在语言学中有时会见到一个同义词“异干（派生）形容词”（英語：suppletive (denominal) adjective），但这是对“异干互补”一词的自由使用，可以说是不正确的。